# سرير مخيم
سرير المخيم أو سرير التخييم هو سرير ضيق وخفيف الوزن، وغالبًا ما يكون مصنوعًا من قماش متين ممتد فوق إطار قابل للطي. مصطلح سرير المخيم شائع في المملكة المتحدة، وغالبًا ما يشار إليه في أمريكا الشمالية باسم أسرة الأطفال. يستخدم الجيش أسرة المعسكرات في المعسكرات المؤقتة، وفي حالات الطوارئ حيث يحتاج عدد كبير من الناس إلى السكن بعد الكوارث. كما أنها تستخدم للأغراض الترفيهية، مثل رحلات التخييم بين عشية وضحاها.

## مصر القديمة

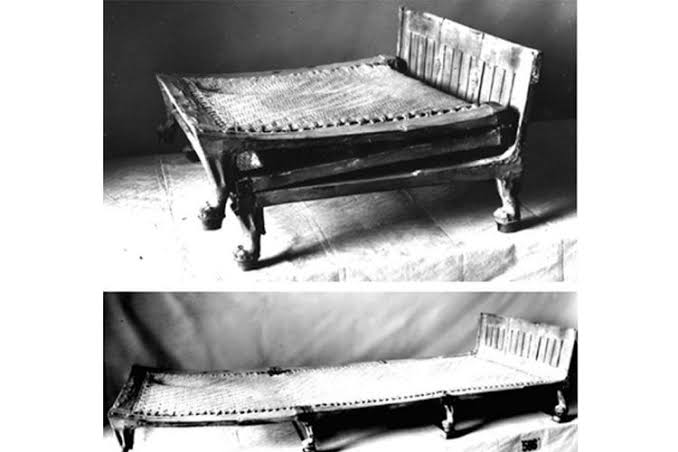
سرير توت عنخ آمون القابل للطي

يُعتقد أن الملك المصري توت عنخ آمون، الذي حكم مصر من حوالي 1332 إلى 1323 قبل الميلاد، ربما كان لديه أول سرير للتخييم. عندما تم افتتاح مقبرة توت عنخ آمون في عام 1922، تم العثور على غرفة مليئة بالأثاث تحتوي على سرير تخييم مكون من ثلاثة أقسام مطوي على شكل حرف Z يبلغ طوله 180 سم، على الرغم من أن الملك الشاب الضعيف، الذي كان يعاني من حنف القدم، ربما لم يشارك أبدًا في مسافات طويلة الاستكشافات، يشير السرير القابل للطي المتقن إلى أنه كان مهتمًا بالتخييم والصيد.
قام باحثون من جامعة موساشينو في طوكيو الآن بتحليل السرير، وأشاروا إلى أنه كان معقدًا للغاية بالنسبة لوقته.
يشير تحليلهم إلى أن الأسرة ذات شقين ربما كانت موجودة في مصر قبل سرير المخيم الخاص بالملك توت، لكن سريره المكون من ثلاثة أضعاف كان ثوريًا. نموذج لسرير مزدوج من جبلين في مصر، يعود تاريخه إلى الأسرة المصرية الثامنة عشر، هو دليل واضح على أن الأسرة ذات شقين قد تم تصميمها بالفعل قبل ظهور سرير تخييم الملك توت إلى الوجود. ومع ذلك، كان سرير توت عنخ آمون ثلاثي الطيات مبتكرًا حقًا - على الأرجح الأول مصمم على الإطلاق - كما خلص الباحثون، بالإضافة إلى أنه كان أكثر راحة وثباتًا.
كان السرير مصنوعًا من أربعة أرجل خشبية «أسد»، جنبًا إلى جنب مع براميل من سبائك النحاس تحمل معظم الوزن. نظرًا لشكل الساق الخشبي المتقن، لم يكن طي السرير عملاً سهلاً، وكان على المصممين استخدام مفصلات بارعة فوق الأرجل. قالت السيدة نيشيموتو: «بهذه الطريقة، تخلصت الأرجل من الضغط عن المفصلات». على الجزء العلوي من الساقين كان هناك حصيرة منسوجة من ثلاث خيوط رفيعة من الكتان.
بينما يمكن رؤية الثقوب حول المفصلات المزدوجة، يشير الباحثون إلى أنها لم تستخدم لتمرير الأوتار من خلالها. قالت السيدة نيشيموتو: «لقد صنعوا بنية تمرير الخيوط من خلالها، لكن لم يتم استخدامها بعد كل شيء». إذا تم تمرير الخيوط من هنا، فلن يتمكن السرير من الثني. وأضافت نيشيموتو: «تُظهر عملية التجربة والخطأ هذه بوضوح أن هذا السرير ثلاثي الطيات كان الأول على الإطلاق». كان من الممكن أن تكون الأسرة ثلاثية الطيات أكثر راحة وثباتًا وأكثر إحكاما، وفقًا للباحثين.
على الجزء العلوي من الساقين كان هناك حصيرة منسوجة من ثلاث خيوط رفيعة من الكتان. بينما يمكن رؤية الثقوب حول المفصلات المزدوجة، يشير الباحثون إلى أنها لم تستخدم لتمرير الأوتار من خلالها. قالت السيدة نيشيموتو: «لقد صنعوا بنية تمرير الخيوط من خلالها، لكن لم يتم استخدامها بعد كل شيء». إذا تم تمرير الخيوط من هنا، فلن يتمكن السرير من الثني.
علاوة على ذلك، يتطلب نظام الطي المركب نوعين مختلفين من المفصلات. من ناحية، تم استخدام مفصلات مفردة مع سدادات على الأزواج الوسطى والنهائية من الأرجل بالقرب من لوح القدم، بينما تم تصميم نظام من المفصلات المزدوجة للزوج الأول من الأرجل المساعدة، "يمكن تدوير الأرجل ذات المفصلات المزدوجة إلى الداخل في وقت واحد عندما كان السرير مطويًا، على الجزء العلوي من الساقين كان هناك حصيرة منسوجة من ثلاث خيوط رفيعة من الكتان.
بالإضافة إلى إظهار الحرفية المذهلة في مصر القديمة، يعتقد الباحثون أن السرير يوفر أيضًا نظرة ثاقبة لتطلعات الملك توت، بسبب قدمه المضغوطة التي منعته من المشي دون مساعدة.
وخلصت السيدة نيشيموتو إلى القول: على الرغم من أن الملك الشاب الضعيف ربما لم يشارك أبدًا في رحلات بعيدة أو رحلات شاقة، إلا أنه مع ذلك أحب فكرة الصيد والتخييم.

## تاريخ القرن الثامن عشر وأوائل القرن التاسع عشر
تمتلك جمعية نيويورك التاريخية سرير معسكر يعتقد أن الجنرال جورج واشنطن استخدمه خلال حرب الاستقلال الأمريكية، بما في ذلك خلال فصل الشتاء القاسي في فالي فورج. يتكون من ثلاثة أقسام، كل قسم يتكون من إطار خشبي مشدود بقماش، مدعم بقاعدة خشبية على شكل X، مع حوامل حديدية. وفقًا للمانح، أعطت واشنطن سرير المخيم لسكرتير التسجيل الخاص به، ريتشارد فاريك، في نهاية الحرب. تم تمريره من خلال أحفاد فاريك حتى تم التبرع به للجمعية التاريخية في عام 1871.
استخدم نابليون بونابرت وضباطه رفيعو الرتب أسرة المعسكر بإطار من النحاس المذهب. تحتوي أرجل السرير الستة على عجلات، ويمكن أن تدعم أعمدة ها الرأسية مظلة. تم إرفاق نسيج قطني طويل مخطط بالإطار بواسطة خطافات في الإطار النحاسي. توفي نابليون في مثل هذا السرير في 5 مايو 1821 في جزيرة سانت هيلينا.

## صالة العرض

أسرة المخيم المختلفة
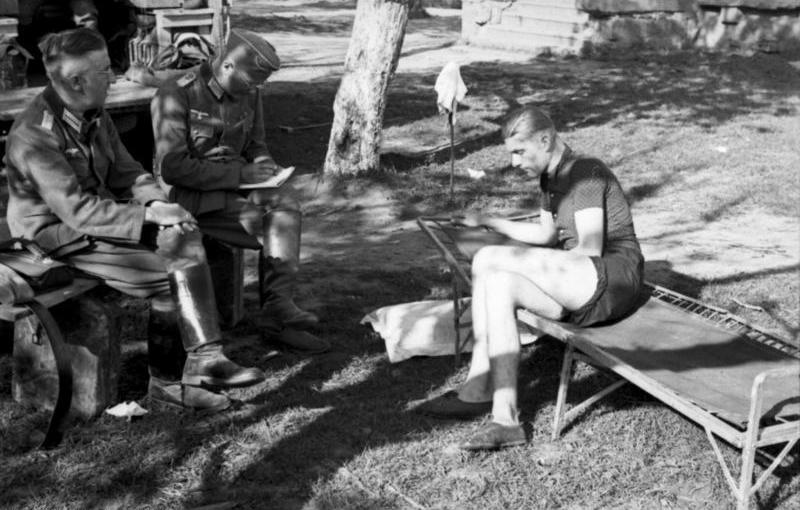
جندي ألماني على سرير معسكر قابل للطي، 1941
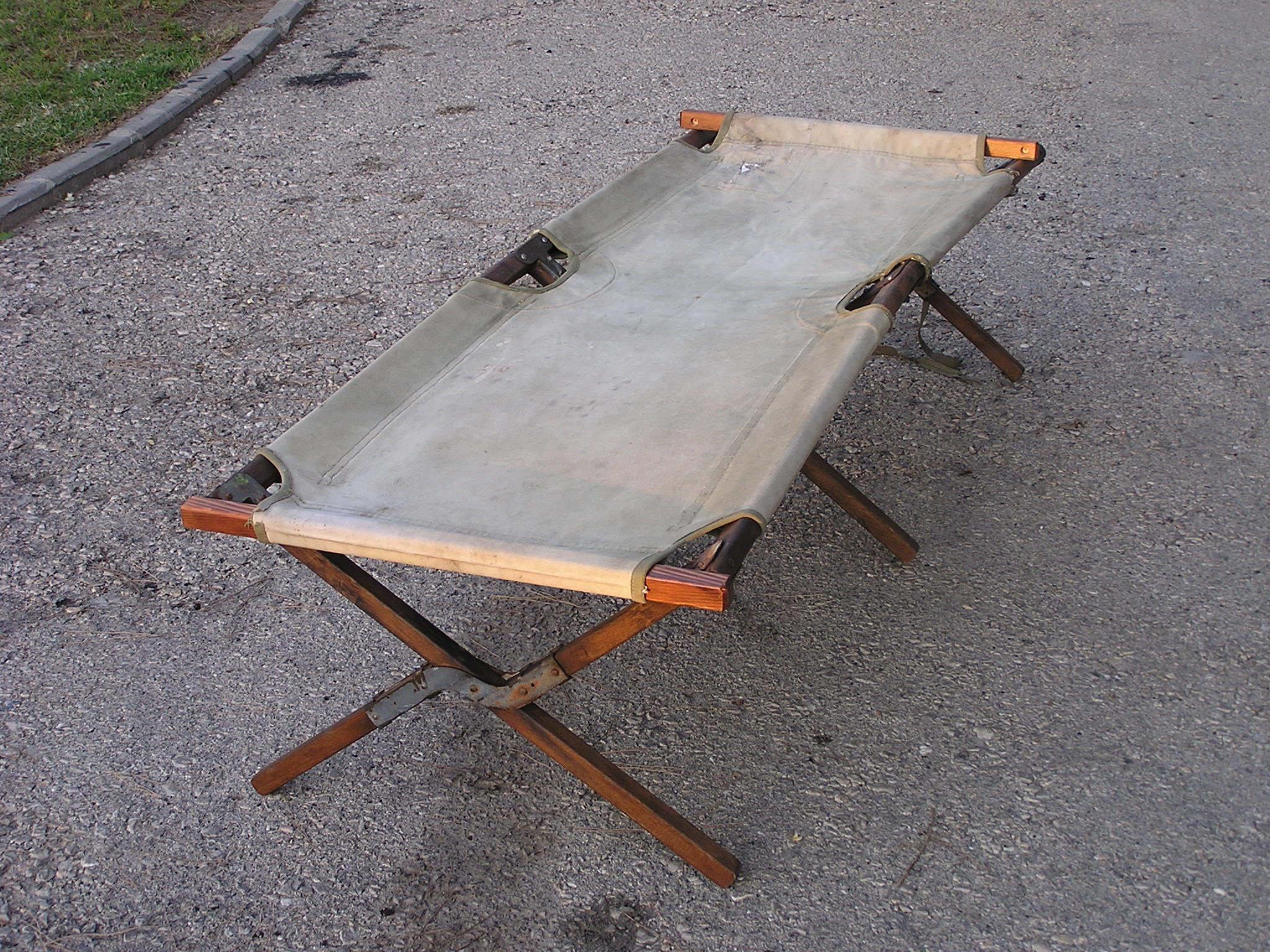
سرير قابل للطي للجيش الأمريكي، استخدم في الحرب العالمية الثانية
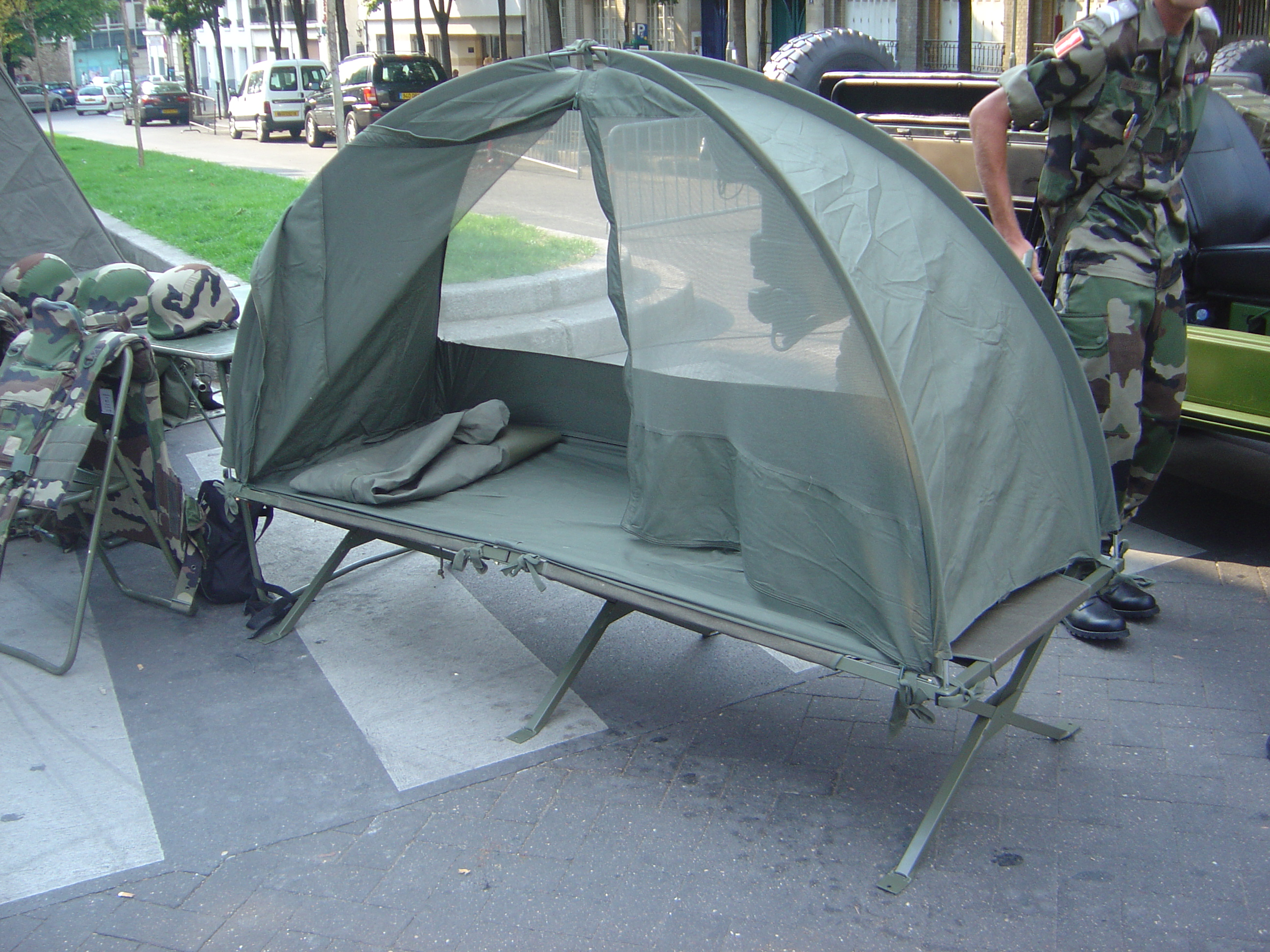
سرير ميداني فرنسي محمول مع ناموسية
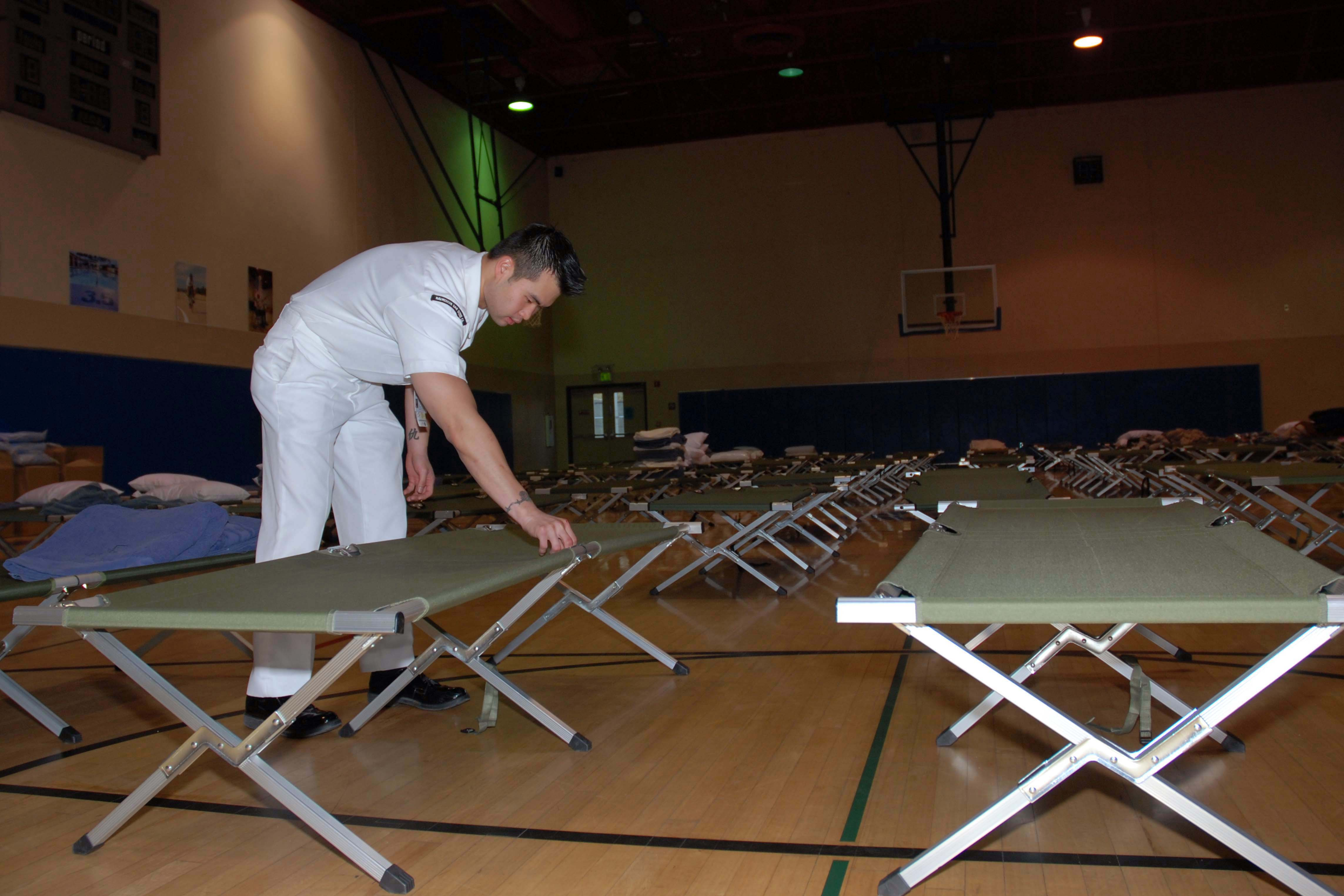
أسرة أطفال لمن يحتمل إجلاؤهم من حرائق الغابات في كاليفورنيا عام 2007